# P.M. Nilsson
Peter Magnus Nilsson, känd som P.M. Nilsson, född 24 februari 1968 i Allhelgonaförsamlingen i Lund, är en svensk journalist som 1999–december 2007 var chef för ledarredaktionen på Expressen, december 2007–oktober 2012 drev Newsmill, 2013–oktober 2022 var politisk redaktör på Dagens Industri.
Mellan 27 oktober 2022 och 26 januari 2023 var han statssekreterare åt statsminister Ulf Kristersson. I november 2023 tillträdde han som VD för Timbro.

## Biografi

### Utbildning
Nilsson studerade vid Lunds universitet.

### Arbetsliv

#### Journalistik
Nilsson inledde sin journalistiska bana under studietiden vid Lunds universitet, då han var redaktör först för Blekingska nationens tidning Herulens härold och senare för kårtidningen Lundagård. Som redaktör för Lundagård lanserade han idén att omvandla tidningen från en kulturtidskrift till en granskande nyhetstidning.[källa behövs] Efter Lundagård arbetade han på Blekinge Läns Tidning. År 1992 vikarieanställdes han på Expressens ledarredaktion, där han fick fast anställning 1995. År 1999 blev han chef för ledarredaktionen, med den uttalade målsättningen att ge ledarsidan en friare och mer reflekterande roll.[källa behövs]
Inom utrikespolitiken har han ofta varit mer skeptisk mot Israels politik samtidigt som han ofta intagit en USA-positiv linje och bland annat tog ställning för invasionen av Irak 2003, något som fick debattörer till vänster att kalla honom "bombhöger".[källa behövs] Han var efter alliansens regeringsbildning 2006 starkt kritisk mot Carl Bildt på utrikesministerposten sedan det uppdagats att Bildt haft privata affärsintressen i bland annat Ryssland och Sudan. Han drev också linjen att Sverigedemokraterna bör fås att ändra uppfattning om migrationspolitiken genom lobbyism från näringslivet.

##### Newsmill
Nilsson lämnade i december 2007 Expressen för att tillsammans med Leo Lagercrantz starta debattsajten Newsmill som var en sajt för opinion och analys. Nilsson var vd och ansvarig utgivare fram till oktober 2012 då han istället blev informationschef för Bonnier AB.

##### Dagens Industri
2013 tillträdde Nilsson tjänsten som politisk redaktör på Dagens Industri.

#### Statssekreterare
Den 27 oktober 2022 meddelades att han lämnat journalistiken för att bli statssekreterare till statsminister Ulf Kristersson (M).
I januari 2023 ålades Nilsson ett strafföreläggande om dagsböter för tjuvfiske efter att i september 2021 olagligen fiskat ål i Blekinge. När han togs på bar gärning av Havs- och vattenmyndigheten, nekade han, och när polisen ringde upp honom ett par månader senare, fortsatte han att neka. Den 26 januari 2023, drygt tre månader efter att han tillträdde, meddelade Nilsson att han lämnar tjänsten som statssekreterare.

#### Timbro

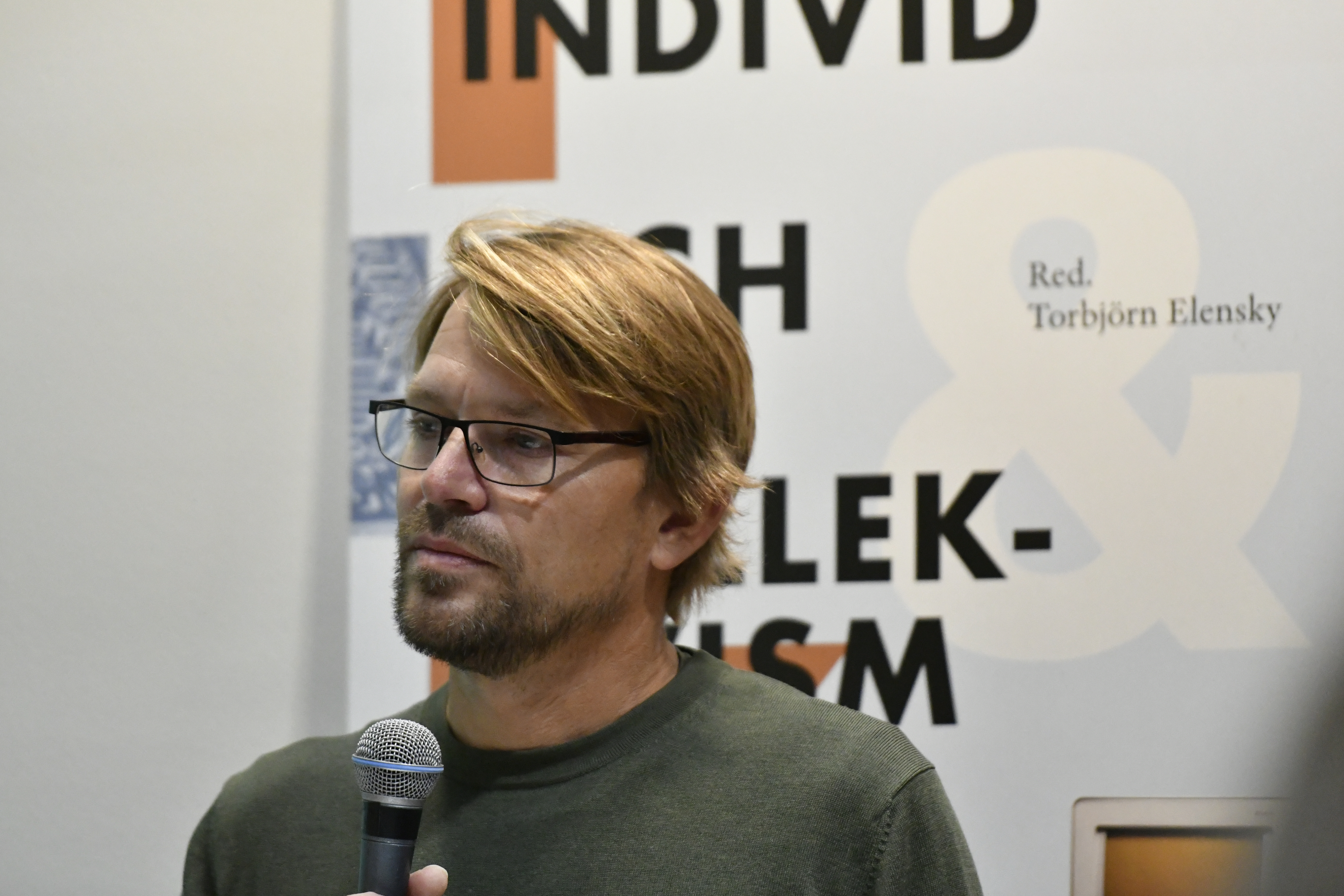
Nilsson i debatt i Timbros monter på bokmässan i Göteborg 2024.

Efter att Nilsson lämnat sin tjänst som statssekreterare blev han ansvarig för klimat-, stads-, miljö- och landsbygdsfrågor på den marknadsliberala tankesmedjan Timbro. I augusti 2023 utsågs han till ny VD för tankesmedjan efter Benjamin Dousa, en post han tillträdde i november.

### Familj
Han är gift sedan 1997 med journalisten Helena Gissén. De har tillsammans två barn.   

## Övrigt
P.M. Nilsson invaldes 2017 som ledamot av Kungliga Örlogsmannasällskapet. Nilsson tilldelades av Johnny Bode-sällskapet 2024 års Busgrogg för sin roll i det illegala ålfisket och det politiska efterspel som följde.